# Tour della nazionale maschile di rugby a 15 del Canada 2002
Dopo i mondiali di rugby del 1999 (eliminata alla prima fase), la nazionale canadese di rugby union si reca in tour, con meno frequenza che in passato.

## In Australia
La visita in Australia si chiude con una sconfitta pesantissima.
| Sydney 27 maggio 2002 | NSW Country | 24 – 6 | Canada XV |  |

| Sydney 29 maggio 2002 | Sydney | 47 – 24 | Canada XV |  |

| Sydney 1º giugno 2002 | Australia A | 102 – 8 | Canada XV |  |

## In Europa (Under 23)
Nell'aprile 2002, la nazionale Under 23 del Canada si reca in tour in Europa.
| 20 aprile 2002 | Bavaria | 0 – 71 | Canada U23 |  |

| 23 aprile 2002 | North Germany | 18 – 17 | Canada U23 |  |

| 25 aprile 2002 | South Germany | 7 – 53 | Canada U23 |  |

| 30 aprile 2002 | Germay | 14 – 20 | Canada U23 |  |

## In Europa
Dopo un buon match con il Galles, i canadesi crollano con la Francia.
| Arbitro: | Giulio de Santis |

|                   |      |          |
| McBryde, Robinson | mt   |          |
| S. Jones 2        | tr   |          |
| S. Jones 6        | c.p. | Barker 6 |
|                   | drop | Williams |

| Arbitro: | David McHugh |

|                        |      |      |
| Bory, Clerc 2, Traille | mt   |      |
| Merceron 2, Traille    | tr   |      |
| Merceron 3             | c.p. | Ross |